# Charles Agius
Charles Agius  (1955. december 2. –) máltai nemzetközi labdarúgó-játékvezető.

## Pályafutása

### Nemzeti játékvezetés
1989-ben lett az I. Liga játékvezetője. Az aktív nemzeti játékvezetéstől 2003-ban vonult vissza.

#### Nemzeti kupamérkőzések
Vezetett Kupa-döntők száma: 4.

##### Máltai Kupa
| Időpont | Helyszín                  | Mérkőzés típusa        | Mérkőzés                          | Eredmény |
| ------- | ------------------------- | ---------------------- | --------------------------------- | -------- |
| 1991.   | Nemzeti Stadion, Valletta | döntő                  | Valletta FC–Sliema Wanderers FC   | 2 : 1    |
| 1992.   | Nemzeti Stadion, Valletta | döntő második mérkőzés | Ħamrun Spartans FC–Valletta FC    | 2 : 1    |
| 1997.   | Nemzeti Stadion, Valletta | döntő                  | Valletta FC–Hibernians FC         | 2 : 0    |
| 2003.   | Nemzeti Stadion, Valletta | döntő                  | Birkirkara FC–Sliema Wanderers FC | 1 : 0    |

### Nemzetközi játékvezetés
A Máltai labdarúgó-szövetség Játékvezető Bizottsága (JB) terjesztette fel nemzetközi játékvezetőnek, a Nemzetközi Labdarúgó-szövetség (FIFA) 1991-től tartotta nyilván bírói keretében. Több nemzetek közötti válogatott és klubmérkőzést vezetett. UEFA besorolás szerint a „mester” kategóriába tevékenykedett. A máltai nemzetközi játékvezetők rangsorában, a világbajnokság-Európa-bajnokság sorrendjében az 1. helyet foglalja el 11 találkozó szolgálatával. Az aktív nemzetközi játékvezetéstől 2001-ben a FIFA 45 éves korhatárát elérve búcsúzott. Válogatott mérkőzéseinek száma: 21.

#### Világbajnokság
Három világbajnoki döntőhöz vezető úton Egyesült Államokba a XV., az 1994-es labdarúgó-világbajnokságra és Franciaországba a XVI., az 1998-as labdarúgó-világbajnokságra a FIFA JB bíróként alkalmazta.

##### 1994-es labdarúgó-világbajnokság

###### Selejtező mérkőzés
| Időpont              | Helyszín                        | Mérkőzés típusa           | Mérkőzés             | Eredmény | Nézők száma |
| -------------------- | ------------------------------- | ------------------------- | -------------------- | -------- | ----------- |
| 1993. szeptember 22. | Renato DallAra Stadion, Bologna | előselejtező (2. csoport) | San Marino–Hollandia | 0 : 7    | 3 340       |

##### 1998-as labdarúgó-világbajnokság

###### Selejtező mérkőzés
| Időpont           | Helyszín                    | Mérkőzés típusa           | Mérkőzés                      | Eredmény | Nézők száma |
| ----------------- | --------------------------- | ------------------------- | ----------------------------- | -------- | ----------- |
| 1996. október 11. | Központi Stadion, Ljubljana | előselejtező (1. csoport) | Szlovénia–Bosznia-Hercegovina | 1 : 2    | 3 200       |
| 1997. június 7.   | Dinamo Stadion, Batumi      | előselejtező (2. csoport) | Grúzia–Moldova                | 2 : 0    | 12 500      |

##### 2002-es labdarúgó-világbajnokság

###### Selejtező mérkőzés
| Időpont             | Helyszín                  | Mérkőzés típusa           | Mérkőzés              | Eredmény | Nézők száma |
| ------------------- | ------------------------- | ------------------------- | --------------------- | -------- | ----------- |
| 2000. szeptember 3. | Kadriorg Stadion, Tallinn | előselejtező (2. csoport) | Észtország–Portugália | 1 : 3    | 1 695       |

#### Európa-bajnokság
Kettő európai-labdarúgó torna döntőjéhez vezető úton Angliába a X., az 1996-os labdarúgó-Európa-bajnokságra és Belgiumba és Hollandiába a XI., a 2000-es labdarúgó-Európa-bajnokságra az UEFA JB játékvezetőként foglalkoztatta.

##### 1996-os labdarúgó-Európa-bajnokság

###### Selejtező mérkőzés
| Időpont             | Helyszín                      | Mérkőzés típusa           | Mérkőzés               | Eredmény | Nézők száma |
| ------------------- | ----------------------------- | ------------------------- | ---------------------- | -------- | ----------- |
| 1995. március 29.   | Lehen Stadion, Salzburg       | előselejtező (6. csoport) | Ausztria–Litvánia      | 5 : 0    | 5 200       |
| 1995. június 3.     | Eschen-Mauren Stadion, Eschen | előselejtező (6. csoport) | Liechtenstein–Írország | 0 : 0    | 4 500       |
| 1995. szeptember 6. | Qemal Stafa Stadion, Tirana   | előselejtező (7. csoport) | Albánia–Bulgária       | 1 : 1    | 6 050       |
| 1995. október 11.   | Hardturm Stadion, Zürich      | előselejtező (3. csoport) | Svájc–Magyarország     | 3 : 0    | 21 000      |

##### 2000-es labdarúgó-Európa-bajnokság

###### Selejtező mérkőzés
| Időpont             | Helyszín                          | Mérkőzés típusa           | Mérkőzés                       | Eredmény | Nézők száma |
| ------------------- | --------------------------------- | ------------------------- | ------------------------------ | -------- | ----------- |
| 1998. szeptember 5. | Koševo Stadion, Szarajevó         | előselejtező (9. csoport) | Bosznia-Hercegovina–Észtország | 1 : 1    | 14 750      |
| 1999. március 27.   | Comunal Stadion, Andorra la Vella | előselejtező (4. csoport) | Andorra–Izland                 | 0 : 2    | 1 400       |
| 1999. szeptember 4. | Luzsnyiki Stadion, Moszkva        | előselejtező (4. csoport) | Oroszország–Örményország       | 2 : 0    | 36 000      |